# Żeglarstwo na Letnich Igrzyskach Olimpijskich 1900 – 3–10 t (wyścig II)
Klasa 3 t – 10 t (wyścig II) był jednym z wyścigów żeglarskich rozgrywanych podczas II Letnich Igrzysk Olimpijskich w Paryżu. Zawody odbyły się w dniu 25 maja 1900 r. 
W klasie 3–10 t rozegrano dwa wyścigi, ale tylko jeden uznawany jest jako olimpijski.
W zawodach wzięło udział jedenaście jachtów z czterech krajów. Niestety nie są znane pełne składy ekip.

## Wyniki
| Pozycja | Sternik (Państwo)        | Załoga                                           | Nazwa jachtu | Waga t | Czas rzeczywisty | Handicap | Czas    | Nagroda (FF) |
| ------- | ------------------------ | ------------------------------------------------ | ------------ | ------ | ---------------- | -------- | ------- | ------------ |
|         | John Howard Taylor       | Edward Hore Harry Jefferson                      | Bona Fide    | 5,2    | 3:35:12          | 39:46    | 4:14:58 | 2000         |
|         | Maurice Gufflet          | A. Dubos J. Dubos Robert Gufflet Charly Guiraist | Gitana       | 3,1    | 4:01:34          | 34:10    | 4:35:44 | 1200         |
|         | H. Mac Henry             | b.d                                              | Frimousse    | 3,1    | 4:04:39          | 34:10    | 4:38:49 | 900          |
| 4.      | Henricus Petrus Smulders | Christoffel Hooykaas Arie van der Velden         | Mascotte     | 4,0    | 4:09:29          | 37:07    | 4:46:36 | 600          |
| 5.      | Leroy                    | b.d                                              | Mascaret     | 3,1    | 4:34:41          | 34:10    | 5:08:51 | 300          |
| 6.      | Mousette                 | b.d                                              | Marsouin     | ?      | 4:42:17          | 34:33    | 5:16:50 |              |
| 7.      | William Martin           | b.d                                              | Pirouette    | ?      | 4:49:05          | 41:02    | 5:30:07 |              |
| 8–10.   | b.d                      | b.d                                              | b.d          | b.d    | b.d              | b.d      | b.d     |              |
| DSQ     | E. Michelet              | F. Michelet                                      | Turquoise    | 10,0   | 3:44:27          | 43:20    | 4:28:47 |              |

DSQ = Dyskwalifikacja